# SAP Open
SAP Open byl profesionální tenisový turnaj mužů naposledy hraný v kalifornském San José, kde se konal mezi lety 1994–2013. Na okruhu jej od sezóny 2014 nahradil Rio Open v Riu de Janeiru, na nějž přešla pořadatelská práva.
SAP Open byl druhým nejstarším turnajem na území Spojených států amerických, založený již v roce 1889. Celkem se odehrálo 124 ročníků. Na okruhu ATP Tour patřil od sezóny 2009 do kategorie ATP Tour 250. Probíhal každoročně v únorovém termínu. Mezi roky 1994–2013 se dějištěm stal areál víceúčelové haly HP Pavilion v kalifornském San José, kde byly položeny dvorce s tvrdým povrchem.

## Historie
Premiérový ročník proběhl v roce 1889 pod názvem Pacific Coast Championships. Hrálo se v areálu Old Del Monte Lodge kalifornského Monterey. Na americkém území je starším turnajem pouze US National Championships, jehož první ročník se odehrál v rhodeislandském Newportu roku 1881. SAP Open se tak konal dříve než grandslamy Australian Open a French Open. Turnaj probíhal v areálu Berkeley Tennis Clubu v kalifornském Berkeley a také na dvorcích klubu Bill Graham Civic Auditorium v San Francisku. V letech 1994–2013 se jeho dějištěm staly kryté dvorce haly HP Pavilion kalifornského San Jose.

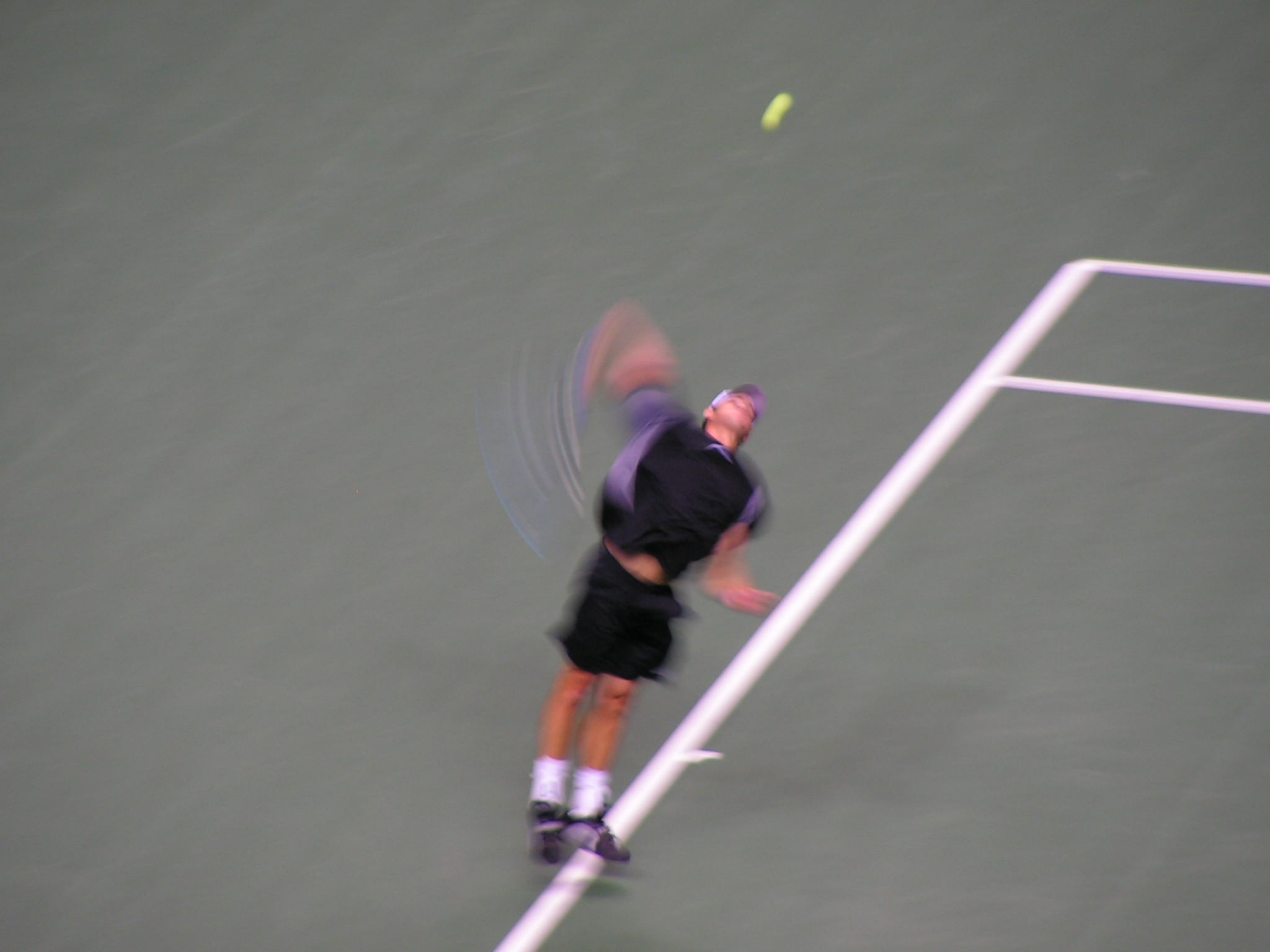
Podání Andyho Roddicka, 2005

Před otevřenou érou světového tenisu zahrnoval mužskou i ženskou část. Během druhé světové války na něm hráli vlastní soutěž vojáci. V letech 1930–1967 se nepravidelně konala také smíšená čtyřhra.
V průběhu existence jej sponzorovaly společnosti Redwood Bank, Fireman's Fund, Transamerica, Volvo a Comerica. V období 1994–2001 se jednalo o firmu Sybase (Sybase Open) a mezi roky 2002–2004 pak o Siebel Systems (Siebel Open). Od sezóny 2005 byla hlavním sponzorem firma SAP (SAP Open).
Do roku 2013 turnaj vlastnila skupina Silicon Valley Sports and Entertainment (SVS&E), která odkoupila polovinu práv od Barryho MacKaye, když se akce přestěhovala do San José. Druhou polovinu pak získala v roce 1995. SVS&E také vlastnila hokejový klub NHL San Jose Sharks. MacKay turnaj řídil od roku 1970. V sezóně 2014 jej v únorovém termínu nahradil Rio Open zařazeny do kategorie ATP Tour 500.

## Vícenásobní vítězové

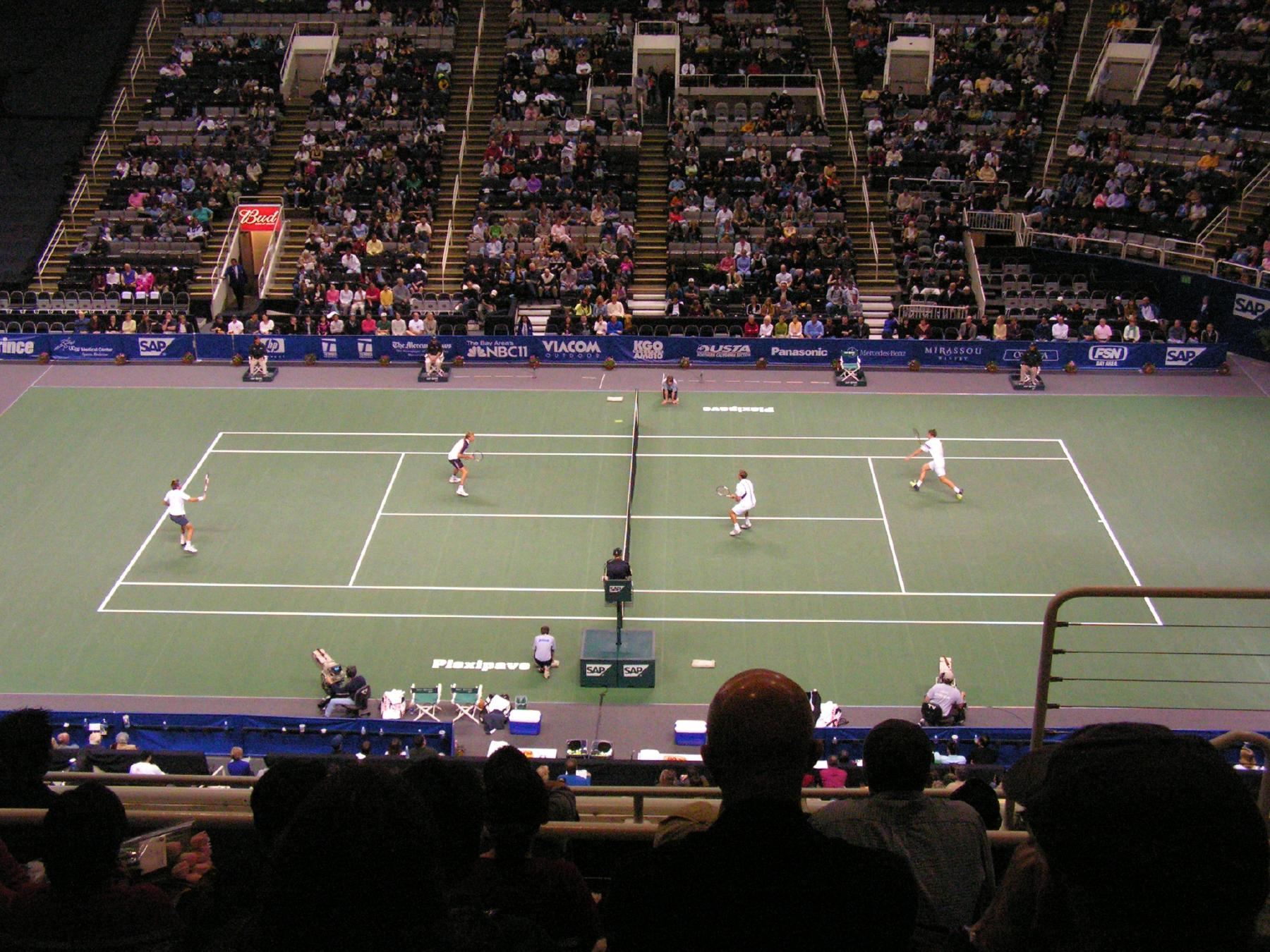
Tenisový dvorec v HP Pavilionu.

### Dvouhra
Vícenásobnými vítězi soutěže mužské dvouhry jsou William H. Taylor, Samuel Hardy, Sumner Hardy, George F. Whitney, Melville H. Long, Maurice McLoughlin, George C. Janes, Bill Johnston, Fred Perry, Don Budge, Robert Riggs, Ted Schroeder, Barry MacKay, Stan Smith, Arthur Ashe, John McEnroe, Michael Chang, Andre Agassi, Pete Sampras, Mark Philippoussis, Andy Roddick, Andy Murray a Milos Raonic.
Soutěž ženské dvouhry vícekrát vyhrály Helen Willsová Moodyová, Helen Jacobsová, Edith Crossová, Alice Marbleová, Margaret Osborneová duPontová, Dorothy Headová Knodeová, Darlene Hardová a Margaret Courtová.
Nejvíce singlových titulů získal Američan Bill Johnston, když zvítězil desetkrát. Prvním neamerickým šampiónem se stal v roce 1932 Brit Fred Perry.

### Nejvíce titulů
Nejvyšší počet titulů v součtu dvouhry, čtyřhry a smíšené čtyřhry vybojovali John McEnroe (12), Bill Johnston (10), Don Budge (9), Helen Willsová Moodyová (9) a Peter Fleming (7).

## Přehled finále

### Mužská dvouhra
| Místo         | Rok                  | vítěz                | finalista                 | výsledek                 |
| ------------- | -------------------- | -------------------- | ------------------------- | ------------------------ |
| Monterey      | 1889                 | William H. Taylor    | Valentine J. Gadesden     | 6–3, 6–1, 6–2            |
| San Rafael    | 1890                 | William H. Taylor    | Charles R. Yates          | 6–4, 9–7, 6–0            |
| San Rafael    | 1891                 | William H. Taylor    | Charles P. Hubbard        | 6–2, 6–1, 5–7, 6–3       |
| San Rafael    | 1892                 | William H. Taylor    | Charles P. Hubbard        | 6–3, 6–3, 4–6, 5–7, 6–3  |
| San Rafael    | 1893                 | Thomas A. Driscoll   | Arthur Allen              | 6–3, 6–4, 6–3            |
| San Rafael    | 1894                 | Samuel Hardy         | Thomas A. Driscoll        | 6–0, 6–3, 6–1            |
| San Rafael    | 1895                 | Sumner Hardy         | Samuel Hardy              | 6–3, 4–6, 8–6, 6–2       |
| San Rafael    | 1896                 | Samuel Hardy         | George F. Whitney         | 6–2, 6–3, 6–2            |
| San Rafael    | 1897                 | George F. Whitney    | Samuel Hardy              | 4–6, 1–6, 6–4, 6–4, 8–6  |
| San Rafael    | 1898                 | Sumner Hardy         | John Holmes               | 6–3, 2–6, 7–5, 6–1       |
| San Rafael    | 1899                 | George F. Whitney    | Sumner Hardy              | 4–6, 6–4, 6–1, 6–4       |
| Berkeley      |                      |                      |                           |                          |
| 1900          | George F. Whitney    | Sumner Hardy         | 6–2, 6–4, 6–4             |                          |
| 1901          | George F. Whitney    | Alphonzo Edward Bell | 4–6, 6–1, 6–2, 7–5        |                          |
| 1902          | Louis R. Freeman     | William Collier      | 6–4, 6–4, 6–3             |                          |
| 1903          | Alphonzo Edward Bell | Louis R. Freeman     | 6–3, 7–5, 11–9            |                          |
| 1904          | John D. MacGavin     | Alphonzo Edward Bell | 6–2, 6–3, 3–6, 15–13      |                          |
| 1905          | George C. Janes      | Frederick Adams      | 6–0, 4–6, 5–7, 6–4, 6–3   |                          |
| 1906          | Melville H. Long     | George C. Janes      | 6–2, 7–5, 6–2             |                          |
| 1907          | Maurice McLoughlin   | Melville H. Long     | 13–11, 6–4, 5–7, 4–6, 6–4 |                          |
| 1908          | Melville H. Long     | Maurice McLoughlin   | 8–10, 6–8, 6–4, 11–9, 6–0 |                          |
| 1909          | George C. Janes      | Charles S. Rogers    | 5–7, 6–3, 6–3, 6–4        |                          |
| 1910          | Melville H. Long     | George C. Janes      | 6–0, 6–3, 6–1             |                          |
| 1911          | Maurice McLoughlin   | Melville H. Long     | 6–4, 6–3, 6–2             |                          |
| 1912          | Maurice McLoughlin   | Melville H. Long     | bez boje                  |                          |
| 1913          | Bill Johnston        | John R. Strachan     | 6–1, 6–2, 3–6, 4–6, 6–4   |                          |
| 1914          | Bill Johnston        | Elia Fottrell        | 6–4, 6–0, 6–2             |                          |
| 1915          | Herbert L. Hahn      | H. Van Dyke Johns    | 6–1, 6–4, 3–6, 6–1        |                          |
| 1916          | Bill Johnston        | Clarence Griffin     | 9–7, 7–5, 6–8, 8–6        |                          |
| 1917          | Bill Johnston        | John R. Strachan     | 6–3, 0–6, 6–1, 4–6, 6–2   |                          |
| 1918          | Roland Roberts       | Victor Breeden       | 6–3, 6–4, 10–8            |                          |
| 1919          | Bill Johnston        | Roland Roberts       |                           |                          |
| 1920          | Willis E. Davis      | Clarence Griffin     | 10–8, 6–4, 2–6, 6–3       |                          |
| 1921          | Bill Johnston        | Roland Roberts       | 6–4, 6–3, 6–3             |                          |
| 1922          | Bill Johnston        | Bill Tilden          | 7–5, 7–9, 6–1, 6–0        |                          |
| 1923          | Howard Kinsey        | Clarence Griffin     |                           |                          |
| 1924          | Howard Kinsey        | Clarence Griffin     | 2–6, 5–7, 6–2, 7–5, 6–4   |                          |
| 1925          | Bill Johnston        | Clarence Griffin     | 6–2, 6–1, 6–4             |                          |
| 1926          | Bill Johnston        | Clarence Griffin     |                           |                          |
| 1927          | Bill Johnston        | Gerald Stratford     | 5–7, 6–3, 6–2, 4–6, 6–1   |                          |
| 1928          | Cranston Holman      | Robert Seller        | 6–3, 7–5, 3–6, 6–1        |                          |
| 1929          | Robert Seller        | Gerald Stratford     | 6–4, 6–2, 3–6, 1–6, 6–4   |                          |
| 1930          | George Lott          | Keith Gledhill       | 6–3, 6–2, 6–1             |                          |
| San Francisco | 1931                 | Ellsworth Vines      | Fred Perry                | 6–3, 21–19, 6–0          |
| San Francisco | 1932                 | Fred Perry           | Henry Austin              | 3–6, 6–4, 8–6, 6–1       |
| San Francisco | 1933                 | Lester Stoefen       | Keith Gledhill            | 3–6, 4–6, 6–4, 9–7, 6–3  |
| Berkeley      | 1934                 | Fred Perry           | Don Budge                 | 3–6, 6–4, 7–5, 1–6, 7–5  |
| Berkeley      | 1935                 | Don Budge            | Robert Riggs              | 6–2, 6–0, 7–9, 6–4       |
| Berkeley      | 1936                 | Don Budge            | Walter Senior             | 6–1, 6–0, 6–3            |
| Berkeley      | 1937                 | Don Budge            | Robert Riggs              | 4–6, 6–3, 6–2, 6–4       |
| Berkeley      | 1938                 | Harry Hopman         | Jack Tidball              | 5–7, 6–2, 7–5, 8–6       |
| Berkeley      | 1939                 | Robert Riggs         | Frank Kovacs              | 6–3, 2–6, 6–4, 2–6, 7–5  |
| Berkeley      | 1940                 | Robert Riggs         | Frank Kovacs              | 6–4, 2–6, 6–2, 6–2       |
| Berkeley      | 1941                 | Frank Kovacs         | Robert Riggs              | 6–2, 6–2, 6–1            |
| San Francisco | 1942                 | Tom Brown            | William Canning Jr.       | 4–6, 5–7, 6–1, 6–2, 6–1  |
| San Francisco | 1943                 | Jack Jossi           | Norman Brooks             | 6–3, 7–5, 6–0            |
| San Francisco | 1944                 | Edwin Amark          | P. Morley Lewis           | 6–4, 6–4, 6–2            |
| San Francisco | 1945                 | Tom Brown            | Harry Likas               | 6–2, 2–6, 6–3            |
| San Francisco | 1946                 | Jack Kramer          | Eddie Moylan              | 7–5, 4–6, 7–5, 6–3       |
| San Francisco | 1947                 | Jack Kramer          | Tom Brown                 | 6–2, 8–6                 |
| San Francisco | 1948                 | Ted Schroeder        | Pancho Gonzales           | 6–4, 4–6, 6–3, 6–1       |
| Berkeley      | 1949                 | Ted Schroeder        | Eric Sturgess             | 6–1, 6–3, 6–1            |
| Berkeley      | 1950                 | Arthur Larsen        | Herbert Flam              | 4–6, 6–3, 6–3, 6–2       |
| Berkeley      | 1951                 | Ted Schroeder        | Vic Seixas                | 6–4, 6–4, 6–2            |
| Berkeley      | 1952                 | Richard Savitt       | Arthur Larsen             | 10–8, 6–3, 6–4           |
| Berkeley      | 1953                 | Tony Trabert         | Vic Seixas                | 7–5, 6–3, 6–2            |
| Berkeley      | 1954                 | Tony Trabert         | Vic Seixas                | 6–3, 6–4, 6–3            |
| Berkeley      | 1955                 | Tony Trabert         | Vic Seixas                | 4–6, 6–3, 6–4, 7–5       |
| Berkeley      | 1956                 | Ashley Cooper        | Luis Ayala                | 4–6, 6–3, 6–4, 6–4       |
| Berkeley      | 1957                 | Sven Davidson        | Vic Seixas                | 7–5, 0–6, 6–1, 6–4       |
| Berkeley      | 1958                 | Budge Patty          | Mike Davies               | 6–4, 7–5, 13–15, 6–2     |
| Berkeley      | 1959                 | Barry MacKay         | Ramanathan Krishnan       | 7–5, 6–4, 1–6, 6–2       |
| Berkeley      | 1960                 | Barry MacKay         | Jack Douglas              | 6–3, 6–2, 6–4            |
| Berkeley      | 1961                 | Antonio Palafox      | Jim McManus               | 7–5, 6–3                 |
| Berkeley      | 1962                 | Jan-Erik Lundquist   | Dennis Ralston            | 3–6, 6–1, 6–3, 6–4       |
| Berkeley      | 1963                 | Rafael Osuna         | Whitney Reed              | 3–6, 6–4, 6–1, 6–1       |
| Berkeley      | 1964                 | Manuel Santana       | Pierre Darmon             | 4–6, 7–5, 8–6, 7–5       |
| Berkeley      | 1965                 | Marty Riessen        | Dennis Ralston            | 5–7, 3–6, 6–1, 6–4, 8–6  |
| Berkeley      | 1966                 | Fred Stolle          | Charles Pasarell          | 6–4, 2–6, 6–4            |
| Berkeley      | 1967                 | Charles Pasarell     | Cliff Richey              | 7–5, 8–6                 |
| Berkeley      | 1968                 | Stan Smith           | Jim McManus               | 10–8, 6–1, 6–1           |
| Berkeley      | 1969                 | Stan Smith           | Cliff Richey              | 6–2, 6–3                 |
| Berkeley      | 1970                 | Arthur Ashe          | Cliff Richey              | 6–4, 6–2, 6–4            |
| Berkeley      | 1971                 | Rod Laver            | Ken Rosewall              | 6–4, 6–4, 7–6            |
| Albany        | 1972                 | Jimmy Connors        | Roscoe Tanner             | 6–2, 7–6                 |
| San Francisco | 1973                 | Roy Emerson          | Björn Borg                | 5–7, 6–1, 6–4            |
| San Francisco | 1974                 | Ross Case            | Arthur Ashe               | 6–3, 5–7, 6–4            |
| San Francisco | 1975                 | Arthur Ashe          | Guillermo Vilas           | 6–0, 7–6(7–4)            |
| San Francisco | 1976                 | Roscoe Tanner        | Brian Gottfried           | 4–6, 7–5, 6–1            |
| San Francisco | 1977                 | Butch Walts          | Brian Gottfried           | 4–6, 6–3, 7–5            |
| San Francisco | 1978                 | John McEnroe         | Dick Stockton             | 2–6, 7–6, 6–2            |
| San Francisco | 1979                 | John McEnroe         | Peter Fleming             | 4–6, 7–5, 6–2            |
| San Francisco | 1980                 | Gene Mayer           | Eliot Teltscher           | 6–2, 2–6, 6–1            |
| San Francisco | 1981                 | Eliot Teltscher      | Brian Teacher             | 6–3, 7–6                 |
| San Francisco | 1982                 | John McEnroe         | Jimmy Connors             | 6–1, 6–3                 |
| San Francisco | 1983                 | Ivan Lendl           | John McEnroe              | 3–6, 7–6, 6–4            |
| San Francisco | 1984                 | John McEnroe         | Brad Gilbert              | 6–4, 6–4                 |
| San Francisco | 1985                 | Stefan Edberg        | Johan Kriek               | 6–4, 6–2                 |
| San Francisco | 1986                 | John McEnroe         | Jimmy Connors             | 7–6, 6–3                 |
| San Francisco | 1987                 | Peter Lundgren       | Jim Pugh                  | 6–1, 7–5                 |
| San Francisco | 1988                 | Michael Chang        | Johan Kriek               | 6–2, 6–3                 |
| San Francisco | 1989                 | Brad Gilbert         | Anders Järryd             | 7–5, 6–2                 |
| San Francisco | 1990                 | Andre Agassi         | Todd Witsken              | 6–1, 6–3                 |
| San Francisco | 1991                 | Darren Cahill        | Brad Gilbert              | 6–2, 3–6, 6–4            |
| San Francisco | 1992                 | Michael Chang        | Jim Courier               | 6–3, 6–3                 |
| San Francisco | 1993                 | Andre Agassi         | Brad Gilbert              | 6–2, 6–7(4–7), 6–2       |
| San Jose      | 1994                 | Renzo Furlan         | Michael Chang             | 3–6, 6–3, 7–5            |
| San Jose      | 1995                 | Andre Agassi         | Michael Chang             | 6–2, 1–6, 6–3            |
| San Jose      | 1996                 | Pete Sampras         | Andre Agassi              | 6–2, 6–3                 |
| San Jose      | 1997                 | Pete Sampras         | Greg Rusedski             | 3–6, 5–0skreč            |
| San Jose      | 1998                 | Andre Agassi         | Pete Sampras              | 6–2, 6–4                 |
| San Jose      | 1999                 | Mark Philippoussis   | Cecil Mamiit              | 6–3, 6–2                 |
| San Jose      | 2000                 | Mark Philippoussis   | Mikael Tillström          | 7–5, 4–6, 6–3            |
| San Jose      | 2001                 | Greg Rusedski        | Andre Agassi              | 6–3, 6–4                 |
| San Jose      | 2002                 | Lleyton Hewitt       | Andre Agassi              | 4–6, 7–6(8–6)), 7–6(7–4) |
| San Jose      | 2003                 | Andre Agassi         | Davide Sanguinetti        | 6–3, 6–1                 |
| San Jose      | 2004                 | Andy Roddick         | Mardy Fish                | 7–6(15–13), 6–4          |
| San Jose      | 2005                 | Andy Roddick         | Cyril Saulnier            | 6–0, 6–4                 |
| San Jose      | 2006                 | Andy Murray          | Lleyton Hewitt            | 2–6, 6–1, 7–6(7–3)       |
| San Jose      | 2007                 | Andy Murray          | Ivo Karlović              | 6–7(3–7), 6–4, 7–6(7–2)  |
| San Jose      | 2008                 | Andy Roddick         | Radek Štěpánek            | 6–4, 7–5                 |
| San Jose      | 2009                 | Radek Štěpánek       | Mardy Fish                | 3–6, 6–4, 6–2            |
| San Jose      | 2010                 | Fernando Verdasco    | Andy Roddick              | 3–6, 6–4, 6–4            |
| San Jose      | 2011                 | Milos Raonic         | Fernando Verdasco         | 7–6(8–6), 7–6(7–5)       |
| San Jose      | 2012                 | Milos Raonic         | Denis Istomin             | 7–6(7–3), 6–2            |
| San Jose      | 2013                 | Milos Raonic         | Tommy Haas                | 6–4, 6–3                 |

### Mužská čtyřhra
| Místo         | Rok  | vítězové                            | finalisté                           | výsledek                |
| ------------- | ---- | ----------------------------------- | ----------------------------------- | ----------------------- |
| Berkeley      | 1924 | Howard Kinsey Clarence Griffin      | Roland Roberts Elia Fottrell        | bez boje                |
| Berkeley      | 1930 | Wilmer Allison John Van Ryn         | Cranston Holman Gerald Stratford    | 7–5, 6–3, 6–0           |
| San Francisco | 1931 | Lester Stoefen Sidney Wood          | Pat Hughes Fred Perry               | 6–4, 6–4, 6–3           |
| San Francisco | 1932 | Phil Neer Ed Levy                   | Jiro Satoh Takao Kuwabara           | 6–1, 6–1, 0–6, 1–6, 6–3 |
| San Francisco | 1933 | Gerald Stratford Phil Neer          | Joe Coughlin Lester Stoefen         | 6–2, 6–3, 6–4           |
| Berkeley      | 1934 | Don Budge Gene Mako                 | Gerald Statford Phil Neer           | 6–3, 8–6, 3–6, 6–1      |
| Berkeley      | 1935 | Don Budge Gene Smith                | Wayne Sabin Howard Blethn           | 6–2, 6–3, 7–5           |
| Berkeley      | 1936 | Don Budge Henry Culley              | Wayne Sabin Elwood Cooke            | 6–4, 9–7, 6–3           |
| Berkeley      | 1938 | Harry Hopman Leonard Schwartz       | Jack Bromwich Adrian Quist          | 7–5, 2–6, 6–1, 6–0      |
| San Francisco | 1944 | Gerald Stratford Howard Blethen     | Jack Gurley Nick Carter             | 5–7, 8–6, 6–4           |
| San Francisco | 1945 | Tom Brown Harry Buttimer            | Edwin Amark Myron McNamara          | 8–1, 6–3, 6–4           |
| San Francisco | 1946 | Jack Kramer Bob Falkenburg          | Seymour Greenberg Lennart Bergelin  | 6–3, 6–3, 9–7           |
| Berkeley      | 1949 | Ted Schroeder Eric Sturgess         | Jaroslav Drobný VladimÍr Černík     | 6–3, 4–6, 7–9, 6–4      |
| Berkeley      | 1951 | Ted Schroeder Budge Patty           | Vic Seixas Hamilton Richardson      | 5–7, 6–3, 6–2, 7–5      |
| Berkeley      | 1952 | Dick Savitt Vic Seixas              | Art Larsen Noel Brown               | 2–6, 6–4, 2–6, 6–2, 7–5 |
| Berkeley      | 1953 | Tony Trabert Vic Seixas             | Enrique Morea Hugh Stewart          | 6–4, 6–2, 6–4           |
| Berkeley      | 1955 | Tony Trabert Vic Seixas             | Enrique Morea Roger Becker          | 6–3, 6–4                |
| Berkeley      | 1956 | Sidney Schwartz Hugh Stewart        | Luis Ayala Ulf Schmidt              | 6–4, 3–6, 7–5           |
| Berkeley      | 1957 | Kurt Nielsen Bob Howe               | Sven Davidson Luis Ayala            | 4–6, 22–20, 6–3         |
| Berkeley      | 1959 | Noel Brown Hugh Stewart             | Barry MacKay Bill Quillian          | 6–4, 10–8, 1–6, 7–5     |
| Berkeley      | 1960 | Cliff Mayne Hugh Ditzler            | Bill Crosby Whitney Reed            | 5–7, 6–4, 6–4, 6–2      |
| Berkeley      | 1963 | Rafael Osuna Antonio Palafox        | Bill Bond Tom Edlefsen              | 4–6, 6–4, 6–4, 6–4      |
| Berkeley      | 1967 | Marty Riessen Clark Graebner        | Bob Hewitt Raymond Moore            | 6–4, 12–10              |
| Berkeley      | 1969 | Stan Smith Thomas Koch              | Terry Addison Ray Keldie            | 6–1, 6–3                |
| Berkeley      | 1970 | Bob Lutz Stan Smith                 | Roy Barth Tom Gorman                | 6–2, 7–5, 4–6, 6–2      |
| Berkeley      | 1971 | Roy Emerson Rod Laver               | Ken Rosewall Fred Stolle            | 6–3, 6–3                |
| Albany        | 1972 | Bob Hewitt Frew McMillan            | Ove Nils Bengtson Björn Borg        | 6–4, 6–2                |
| San Francisco | 1973 | Roy Emerson Stan Smith              | Ove Nils Bengtson Jim McManus       | 6–2, 6–1                |
| San Francisco | 1974 | Bob Lutz Stan Smith                 | John Alexander Syd Ball             | 7–5, 6–7(5–7), 6–4      |
| San Francisco | 1975 | Fred McNair Sherwood Stewart        | Allan Stone Kim Warwick             | 6–2, 7–6(7–3)           |
| San Francisco | 1976 | Dick Stockton Roscoe Tanner         | Brian Gottfried Bob Hewitt          | 6–3, 6–4                |
| San Francisco | 1977 | Marty Riessen Dick Stockton         | Fred McNair Sherwood Stewart        | 6–4, 1–6, 6–4           |
| San Francisco | 1978 | Peter Fleming John McEnroe          | Bob Lutz Stan Smith                 | 5–7, 6–4, 6–4           |
| San Francisco | 1979 | Peter Fleming John McEnroe          | Wojciech Fibak Frew McMillan        | 6–2, 6–3                |
| San Francisco | 1980 | Peter Fleming John McEnroe          | Gene Mayer Sandy Mayer              | 6–4, 6–3,               |
| San Francisco | 1981 | Peter Fleming John McEnroe          | Mark Edmondson Sherwood Stewart     | 6–2, 6–2                |
| San Francisco | 1982 | Fritz Buehning Brian Teacher        | Martin Davis Chris Dunk             | 6–7(5–7), 6–2, 7–5      |
| San Francisco | 1983 | Peter Fleming Patrick McEnroe       | Ivan Lendl Vincent Van Patten       | 6–1, 6–2                |
| San Francisco | 1984 | Peter Fleming John McEnroe          | Mike De Palmer Sammy Giammalva      | 6–3, 6–4                |
| San Francisco | 1985 | Paul Annacone Christo van Rensburg  | Brad Gilbert Sandy Mayer            | 3–6, 6–3, 6–4           |
| San Francisco | 1986 | Peter Fleming John McEnroe          | Mike De Palmer Gary Donnelly        | 6–4, 7–6                |
| San Francisco | 1987 | Jim Grabb Patrick McEnroe           | Glenn Layendecker Todd Witsken      | 6–2, 0–6, 6–4           |
| San Francisco | 1988 | John McEnroe Mark Woodforde         | Rick Leach Jim Pugh                 | 6–4, 7–6                |
| San Francisco | 1989 | Pieter Aldrich Danie Visser         | Paul Annacone Christo van Rensburg  | 6–4, 6–3                |
| San Francisco | 1990 | Kelly Jones Robert Van't Hof        | Glenn Layendecker Richey Reneberg   | 2–6, 7–6, 6–3           |
| San Francisco | 1991 | Wally Masur Jason Stoltenberg       | Ronnie Bathman Rikard Bergh         | 4–6, 7–6, 6–4           |
| San Francisco | 1992 | Jim Grabb Richey Reneberg           | Pieter Aldrich Danie Visser         | 6–4, 7–5                |
| San Francisco | 1993 | Scott Davis Jacco Eltingh           | Patrick McEnroe Jonathan Stark      | 6–1, 4–6, 7–5           |
| San Jose      | 1994 | Rick Leach Jared Palmer             | Byron Black Jonathan Stark          | 4–6, 6–4, 6–4           |
| San Jose      | 1995 | Jim Grabb Patrick McEnroe           | Alex O'Brien Sandon Stolle          | 3–6, 7–5, 6–0           |
| San Jose      | 1996 | Trevor Kronemann David Macpherson   | Richey Reneberg Jonathan Stark      | 6–4, 3–6, 6–3           |
| San Jose      | 1997 | Brian MacPhie Gary Muller           | Mark Knowles Daniel Nestor          | 4–6, 7–6, 7–5           |
| San Jose      | 1998 | Todd Woodbridge Mark Woodforde      | Nelson Aerts André Sá               | 6–1, 7–5                |
| San Jose      | 1999 | Todd Woodbridge Mark Woodforde      | Alexandar Kitinov Nenad Zimonjić    | 7–5, 6–7(3–7), 6–4      |
| San Jose      | 2000 | Jan-Michael Gambill Scott Humphries | Lucas Arnold Ker Eric Taino         | 6–1, 6–4                |
| San Jose      | 2001 | Mark Knowles Brian MacPhie          | Jan-Michael Gambill Jonathan Stark  | 6–3, 7–6(7–4)           |
| San Jose      | 2002 | Wayne Black Kevin Ullyett           | John-Laffnie de Jager Robbie Koenig | 6–3, 4–6, 10–5          |
| San Jose      | 2003 | Hyung-Taik Lee Vladimir Volčkov     | Paul Goldstein Robert Kendrick      | 7–5, 4–6, 6–3           |
| San Jose      | 2004 | James Blake Mardy Fish              | Rick Leach Brian MacPhie            | 6–2, 7–5                |
| San Jose      | 2005 | Wayne Arthurs Paul Hanley           | Yves Allegro Michael Kohlmann       | 7–6(7–4), 6–4           |
| San Jose      | 2006 | John McEnroe Jonas Björkman         | Paul Goldstein Jim Thomas           | 7–6 (7–2), 4–6, 10–7    |
| San Jose      | 2007 | Eric Butorac Jamie Murray           | Chris Haggard Rainer Schüttler      | 7–5, 7–6(8–6)           |
| San Jose      | 2008 | Scott Lipsky David Martin           | Bob Bryan Mike Bryan                | 7–6(7–4), 7–5           |
| San Jose      | 2009 | Tommy Haas Radek Štěpánek           | Rohan Bopanna Jarkko Nieminen       | 6–2, 6–3                |
| San Jose      | 2010 | Mardy Fish Sam Querrey              | Benjamin Becker Leonardo Mayer      | 7–6(7–3), 7–5           |
| San Jose      | 2011 | Scott Lipsky Rajeev Ram             | Alejandro Falla Xavier Malisse      | 6–4, 4–6, [10–8]        |
| San Jose      | 2012 | Mark Knowles Xavier Malisse         | Kevin Anderson Frank Moser          | 6–4, 1–6, [10–5]        |
| San Jose      | 2013 | Xavier Malisse Frank Moser          | Lleyton Hewitt Marinko Matosevic    | 6–0, 6–7(5–7), [10–4]   |

### Ženská dvouhra
| Místo         | Rok  | vítězka                      | finalistka                   | výsledek          |
| ------------- | ---- | ---------------------------- | ---------------------------- | ----------------- |
| Berkeley      | 1922 | Helen Willsová               | Ream Leachmanová             | 6–1, 6–0          |
| Berkeley      | 1923 | Helen Willsová               |                              |                   |
| Berkeley      | 1924 | Charlotte Hosmer Chapinová   | Avery Fillettová             | 8–6, 2–6, 6–3     |
| Berkeley      | 1925 | Helen Willsová               | Charlotte Hosmer Chapinová   | 6–4, 6–0          |
| Berkeley      | 1926 | Helen Jacobsová              | Helen Bakerová               | 3–6, 6–4, 6–0     |
| Berkeley      | 1927 | Helen Jacobsová              | May Suttonová Bundyová       | 6–3, 6–2          |
| Berkeley      | 1928 | Edith Crossová               | Anna McCuneová Harperová     | 8–6, 6–2          |
| Berkeley      | 1929 | Ethel Burkhardtová           | Anna McCuneová Harperová     | 6–4, 6–0          |
| Berkeley      | 1930 | Helen Willsová Moodyová      | Anna McCuneová Harperová     | 6–3, 6–1          |
| Berkeley      | 1931 | Edith Crossová               | Dorothy Weiselová            | 6–4, 2–6, 7–5     |
| San Francisco | 1932 | Alice Marbleová              | L.A. Harperová               | 6–2, 6–2          |
| San Francisco | 1933 | Alice Marbleová              | Dorothy Roundová Littleová   | 6–4, 6–1          |
| Berkeleley    | 1934 | Kay Stammersová              | Freda Jamesová               | 3–6, 6–4, 6–3     |
| Berkeleley    | 1935 | Ethel Arnoldová              | Carolin Babcock Starková     | 6–3, 6–3          |
| Berkeleley    | 1936 | Margaret Osborne duPontová   | Virginia Wolfenden Kovacsová | 0–6, 6–1, 6–3     |
| Berkeleley    | 1937 | Anita Lizanová               | Margot Lumbová               | 6–2, 6–2          |
| Berkeleley    | 1938 | Simone Mathieuová            | Nancye Wynne Boltonová       | 6–1, 6–0          |
| Berkeleley    | 1939 | Sarah Palfreyová Cookeová    | Virginia Wolfenden Kovacsová | 6–4, 6–1          |
| Berkeleley    | 1940 | Virginia Wolfenden Kovacsová | Helen Jacobsová              | 6–4, 6–2          |
| Berkeleley    | 1941 | Margaret Osborne duPontová   | Patricia Canningová Toddová  | 10–8, 2–6, 6–3    |
| San Francisco | 1942 | Margaret Osborne duPontová   | Barber Kraseová              | 6–1, 6–0          |
| San Francisco | 1943 | Louise Brough Clappová       | Margaret Osborne duPontová   | 6–4, 2–6, 6–2     |
| San Francisco | 1944 | Margaret Osborne duPontová   | Louise Brough Clappová       | 8–6, 3–6, 8–6     |
| San Francisco | 1945 | Pauline Betz Addieová        | Margaret Osborne duPontová   | 6–2, 7–5          |
| San Francisco | 1946 | turnaj se nekonal            | turnaj se nekonal            | turnaj se nekonal |
| San Francisco | 1947 | Margaret Osborne duPontová   | Barber Kraseová              | 6–4, 6–1          |
| San Francisco | 1948 | Gertrude Moranová            | Virginia Wolfenden Kovacsová | 2–6, 6–1, 6–2     |
| San Francisco | 1949 | Doris Hartová                | Dorothy Head Knodeová        | 6–3, 6–4          |
| Berkeley      | 1950 | Patricia Canning Toddová     | Magda Ruracová               | 6–2, 6–1          |
| Berkeley      | 1951 | Dorothy Head Knodeová        | Anita Kanterová              | 4–6, 13–11, 6–0   |
| Berkeley      | 1952 | Shirley Fry Irvinová         | Thelma Coyne Longová         | 7–9, 6–2, 6–4     |
| Berkeley      | 1953 | Maureen Connollyová          | Shirley Fry Irvinová         | 6–0, 9–7          |
| Berkeley      | 1954 | Virginia Wolfenden Kovacsová | Anne Shilcocková             | 9–7, 6–1          |
| Berkeley      | 1955 | Angela Mortimer Barrettová   | Shirley Bloomer Brasherová   | 4–6, 6–3, 6–4     |
| Berkeley      | 1956 | Shirley Bloomer Brasherová   | Dorothy Bundy Cheneyová      | 6–0, 6–1          |
| Berkeley      | 1957 | Althea Gibsonová             | Louise Broughová             | 6–4, 6–3          |
| Berkeley      | 1958 | Christine Truman Janesová    | Darlene Hardová              | 6–2, 6–4          |
| Berkeley      | 1959 | Dorothy Head Knodeová        | Ann Haydonová-Jonesová       | 7–5, 6–4          |
| Berkeley      | 1960 | Darlene Hardová              | Ann Haydonová-Jonesová       | 6–2, 6–3          |
| Berkeley      | 1961 | Darlene Hardová              | Ann Haydonová-Jonesová       | 3–6, 7–5, 6–3     |
| Berkeley      | 1962 | Darlene Hardová              | Renee Schuurman Haygarthová  | 6–3, 6–3          |
| Berkeley      | 1963 | Darlene Hardová              | Maria Buenová                | 6–3, 6–3          |
| Berkeley      | 1964 | Judy Tegart Daltonová        | Mimi Arnoldová               | 6–2, 6–4          |
| Berkeley      | 1965 | Judy Tegart Daltonová        | Rosemary Casalsová           | 6–4, 3–6, 7–5     |
| Berkeley      | 1966 | Maria Buenová                | Rosemary Casalsová           | 6–4, 2–6, 6–1     |
| Berkeley      | 1967 | Françoise Durrová            | Carole Caldwell Graebnerová  | 6–4, 6–3          |
| Berkeley      | 1968 | Margaret Courtová            | Maria Buenová                | 6–4, 7–5          |
| Berkeley      | 1969 | Margaret Courtová            | Winnie Shawová               | 6–4, 5–7, 6–0     |
| Berkeley      | 1970 | Nancy Richeyová              | Rosemary Casalsová           | 7–6, 6–4          |
| Berkeley      | 1971 | Marcie Louieová              | Barbara Downsová             | 7–5, 6–3          |
| Albany        | 1972 | Margaret Courtová            | Billie Jean Kingová          | 6–2, 6–4          |

### Ženská čtyřhra
| Místo         | Rok  | vítězky                                              | finalistky                                          | výsledek      |
| ------------- | ---- | ---------------------------------------------------- | --------------------------------------------------- | ------------- |
| Berkeley      | 1923 | Hazel Hotchkiss Wightmanová Helen Wills Moodyová     | J.C. Cushingová Carmen Tarillonová                  | 6–2, 6–2      |
| Berkeley      | 1924 | Avery Filettová Carolyn Swartzová                    | Ream Leachmanová Golda Grossová                     | 1–6, 6–1, 6–4 |
| Berkeley      | 1930 | L.A. Harperová Edith Crossová                        | Marjorie Gladmanová Majorie Morrillová              | 4–6, 6–3, 6–2 |
| San Francisco | 1932 | Edith Crossová L.A. Harperová                        | Alice Marbleová Golda Grossová                      | 6–3, 6–2      |
| San Francisco | 1933 | Dorothy Roundová Littleová Mary Heeleyová            | Alice Marbleová Elizabeth Ryanová                   | 1–6, 6–2, 6–4 |
| Berkeley      | 1934 | Freda Jamesová Betty Nuthall Shoemakerová            | Gussie Raegenerová Margaret Osborne duPontová       | 6–3, 6–2      |
| Berkeley      | 1937 | Kay Stammersová Bullitová Freda Jamesová             | Helen Jacobsová Dorothy Workmanová                  | 6–4, 6–4      |
| Berkeley      | 1940 | Mary Hardwicková Margaret Osborne duPontová          | Gracyn Wheeler Kelleherová Jacque Nelsonová         | 6–4, 6–4      |
| San Francisco | 1945 | Margaret Osborne duPontová Louise Brough Clappová    | Dorothy Head Knodeová Phyliss Hunterová             | 6–1, 6–3      |
| San Francisco | 1946 | Margaret Osborne duPontová Barber Kraseová           | Dorothy Head Knodeová Phyliss Hunterová             | 6–2, 6–1      |
| Berkeley      | 1949 | Gertrude Moranová Virginia Wolfenden Kovacsová       | Doris Hartová Shirley Fry Irvinová                  | 6–2, 6–4      |
| Berkeley      | 1951 | Dorothy Head Knodeová Janet Hoppsová                 | Patricia Ward Halesová Helen Fletcherová            | 6–1, 6–2      |
| Berkeley      | 1953 | Maureen Connolly Brinker Nell Hallová Hopmanová      | Dorothy Bundy Cheneyová Margaret Warrenová          | 6–3, 9–7      |
| Berkeley      | 1955 | Angela Mortimer Barrettová Angela Buxtonová          | Shirley Bloomer Brasherová Barbara Bradleyová       | 7–5, 6–3      |
| Berkeley      | 1956 | Shirley Bloomer Brasher Martha Hernandezová          | Dorothy Bundy Cheneyová Margaret Warrenová          | 6–3, 6–0      |
| Berkeley      | 1957 | Janet Hoppsová Mary Bevisová Hawtonová               | Louise Brough Clappová Barbara Scofield Davidsonová | 3–6, 6–4, 6–2 |
| Berkeley      | 1959 | Janet Hoppsová Farel Footmanová                      | Ann Haydonová-Jonesová Dorothy Head Knodeová        | 5–7, 6–4, 6–4 |
| Berkeley      | 1960 | Darlene Hardová Maria Buenová                        | Christine Truman Janesová Ann Haydonová-Jonesová    | 6–2, 6–2      |
| Berkeley      | 1963 | Darlene Hardová Maria Buenová                        | Deidre Cattová Elizabeth Starkieová                 | 6–0, 6–4      |
| Berkeley      | 1965 | Judy Tegartová Daltonová Carole Caldwell Graebnerová | Rosemary Casalsová Cecelia Martinezová              | 6–1, 6–2      |
| Berkeley      | 1967 | Rosemary Casalsová Billie Jean Kingová               | Françoise Durrová Judy Tegart Daltonová             | 6–3, 6–4      |
| Berkeley      | 1969 | Margaret Courtová Leslie Huntová                     | Kerry Harrisová Winnie Shawová                      | 6–3, 6–4      |

### Smíšená čtyřhra
| Místo         | Rok  | vítězové                                   | finalisté                               | výsledek       |
| ------------- | ---- | ------------------------------------------ | --------------------------------------- | -------------- |
| Berkeley      | 1930 | Helen Willsová Moodyová George Lott        | Edith Crossová Wilmer Allison           | 6–2, 7–5       |
| San Francisco | 1931 | Helen Willsová Moodyová George Lott        | Edith Crossová G.P. Hughes              | 6–3, 3–6, 6–0  |
| Berkeley      | 1935 | Freda Jamesová Don Budge                   | Ethel Babcocková Wilmer Hines           |                |
| Berkeley      | 1936 | Helen Willsová Moodyová Don Budge          | Helen Hullová Jacobsová Henry Culley    | 5–7, 10–8, 6–4 |
| Berkeley      | 1937 | Helen Willsová Moodyová Don Budge          | Kay Stammersová Gerald Stratford        | 6–2, 4–6, 6–3  |
| Berkeley      | 1940 | Virginia Wolfendenová Jack Kramer          | Valerie Scottová Bobby Riggs            | 7–5, 3–6, 6–4  |
| San Francisco | 1944 | Margaret Osborne duPontová Edwin Amark     | Virginia Kovacsová Tom Brown            | 6–4, 2–6, 7–5  |
| San Francisco | 1945 | Virginia Kovacsová Tom Brown               | Pauline Betzová Addieová Myron McNamara | 7–5, 6–3       |
| Berkeley      | 1949 | Doris Hartová Eric Sturgess                | Wilma Smithová Gianni Cucelli           | 6–1, 11–9      |
| Berkeley      | 1951 | Virginia Kovacsová Conway Catton           | Anita Kanterová Fred Fisher             | 6–4, 7–5       |
| Berkeley      | 1953 | Shirley Fry Irvinová Enrique Morea         | Dorothy Bundy Cheneyová Gil Shea        | 6–2, 6–4       |
| Berkeley      | 1955 | Barbara Bradleyová Enrique Morea           | Barbara Buxtonová Gardner Mulloy        | 6–3            |
| Berkeley      | 1959 | Janet Hoppsová Ramanathan Krishnan         | Mary Ann Mitchellová Don Kirbow         | 6–2, 6–3       |
| Berkeley      | 1960 | Carole Caldwell Graebnerová Chris Caldwell | Billie Jean Kingová Antonio Palafox     | 4–6, 6–3, 6–3  |
| Berkeley      | 1965 | Judy Tegartová Daltonová Jim McManus       | Lynne Abbesová Donald Dell              | 6–2, 6–1       |
| Berkeley      | 1967 | Rosemary Casalsová Marty Riessen           | Judy Heldmanová Torben Ulrich           | 6–1, 6–4       |